# SMS Prinz Heinrich
O SMS Prinz Heinrich foi um cruzador blindado operado pela Marinha Imperial Alemã. Sua construção começou em dezembro de 1898 no Estaleiro Imperial de Kiel e foi lançado ao mar em março de 1900, sendo comissionado na frota alemã em março de 1902. Seu projeto serviu de base para os cruzadores blindados seguintes e foi baseado no predecessor SMS Fürst Bismarck, mas sacrificando poder de fogo e tamanho por limitações orçamentárias. Era armado com uma bateria principal composta por dois canhões de 240 milímetros montados em duas torres de artilharias únicas, tinha um deslocamento de quase dez mil toneladas e alcançava uma velocidade máxima de vinte nós.
O Prinz Heinrich teve um início de carreira tranquilo e sem grandes incidentes. Ele começou servindo em águas territoriais, servindo de capitânia para as forças de reconhecimento da frota alemã durante este período, com suas principais atividades consistindo em treinamentos com a frota. Atuou ativamente por anos apenas quatro anos e foi tirado de serviço em 1906. Permaneceu inativo até meados de 1908 e então foi reativado como um navio-escola de artilharia, função que exerceu até 1912. Passou mais dois anos inativo e então foi modernizado em meados de 1914 para continuar atuando como um navio-escola, com os trabalhos sendo finalizados um mês antes do início da Primeira Guerra Mundial.
Com o início da guerra voltou ao serviço ativo e colocado para atuar na Frota de Alto-Mar. Foi usado para defesa litorânea no Mar do Norte e participou em dezembro de 1914 de uma surtida para atacar o litoral britânico. O Prinz Heinrich foi transferido para o Mar Báltico no início de 1915 por ser considerado obsoleto, dando apoio para operações de criação de campos minados e patrulhas contra forças russas, mas nunca encontrou navios inimigos. Proporcionou suporte de artilharia em ataques contra Libau e o Golfo de Riga em 1915. Foi descomissionado e desarmado em março de 1916, sendo usado em diversas funções secundárias pelo restante da guerra e depois desmontado em 1920.

## Desenvolvimento
O Prinz Heinrich foi o segundo cruzador blindado construído para a Marinha Imperial Alemã, tendo sido autorizado sob a Lei Naval de 1898, o primeiro programa de construção naval iniciado sob a direção do então contra-almirante Alfred von Tirpitz, o Secretário de Estado do Escritório Naval Imperial. O projeto do navio foi preparado no final da década de 1890 enquanto o SMS Fürst Bismarck, o primeiro cruzador blindado alemão, ainda estava em construção. Alguns historiadores navais mais antigos, incluindo John Taylor e Hugh Lyon, escrevendo em 1969 e 1979, respectivamente, afirmaram que a intenção original era de que o Prinz Heinrich servisse no estrangeiro, mas o historiador mais recente Aidan Dodson salientou em 2016 que o casco não era revestido com madeira e cobre ou com camadas de zinco, o que seria necessário para qualquer embarcação enviada para o estrangeiro, onde estaleiros não estariam prontamente disponíveis. Dodson também comentou que o cruzador jamais foi para o exterior ou em uma designação mais longa.
A equipe de projeto se baseou no Fürst Bismarck, mas por questões orçamentárias seu tamanho foi reduzido em aproximadamente 1,5 mil toneladas. Esta redução de peso foi alcançada principalmente pela redução da espessura da blindagem, porém avanços na tecnologia de metalurgia significaram que não houve uma redução de proteção e seu esquema de blindagem era significativamente mais eficaz que o do Fürst Bismarck. A Krupp tinha desenvolvido recentemente placas de blindagem cimentadas, consideravelmente mais fortes que a anterior blindagem Harvey, então menos poderia ser usado a fim de alcançar a mesma proteção. Além disso, o cinturão principal poderia ser mais alto e se estender até o nível do convés principal, protegendo mais do interior do navio. A blindagem do convés se angulava para baixo nas laterais, conectando-se à extremidade inferior do cinturão, o que fortalecia consideravelmente a proteção ao criar outra camada de blindagem que precisaria ser penetrada antes das partes vitais serem danificadas.
O armamento principal foi reduzido para economizar peso e dinheiro, de quatro canhões em duas torres de artilharia duplas para dois canhões em duas torres únicas, também tendo um número menor de armas secundárias do que o Fürst Bismarck. Estas foram concentradas em uma bateria à meia-nau em vez de ser espalhada pelo comprimento do casco em casamatas e plataformas, o que reduzia a quantidade do casco que precisava ser blindada, economizando mais peso e permitindo que uma blindagem mais espessa ficasse concentrada na bateria. Mais economias de peso foram alcançadas por meio da adoção de uma superestrutura menor e descarte de mastros militares pesados em favor de mastros de poste mais leves. Por outro lado, seus motores eram aproximadamente dois mil cavalos-vapor mais potentes, possibilitando uma velocidade máxima mais elevada.
O projeto mostrou-se influente e todos os cruzadores blindados seguintes eram desenvolvimentos do Prinz Heinrich. Seu esquema de blindagem foi a base para todos os projetos de navios capitais alemães pelos quarenta anos seguintes, incluindo os últimos couraçados da Classe Bismarck e Classe H. Mesmo assim, houve críticos, como o vice-almirante Albert Hopman, que o chamou de "barato, mas ruim". Os historiadores navais Hans Hildebrand, Albert Röhr e Hans-Otto Steinmetz consideraram as críticas de Hopman como um exagero, destacando como o cruzador se comparava favoravelmente diante de contemporâneos como o francês Desaix, o russo Bayan e o italiano Giuseppe Garibaldi, porém era inferior aos britânicos. O Prinz Heinrich teve uma carreira ativa em tempos de paz de apenas quatro anos antes de ser substituído por navios mais novos e poderosos".

## Projeto

### Características

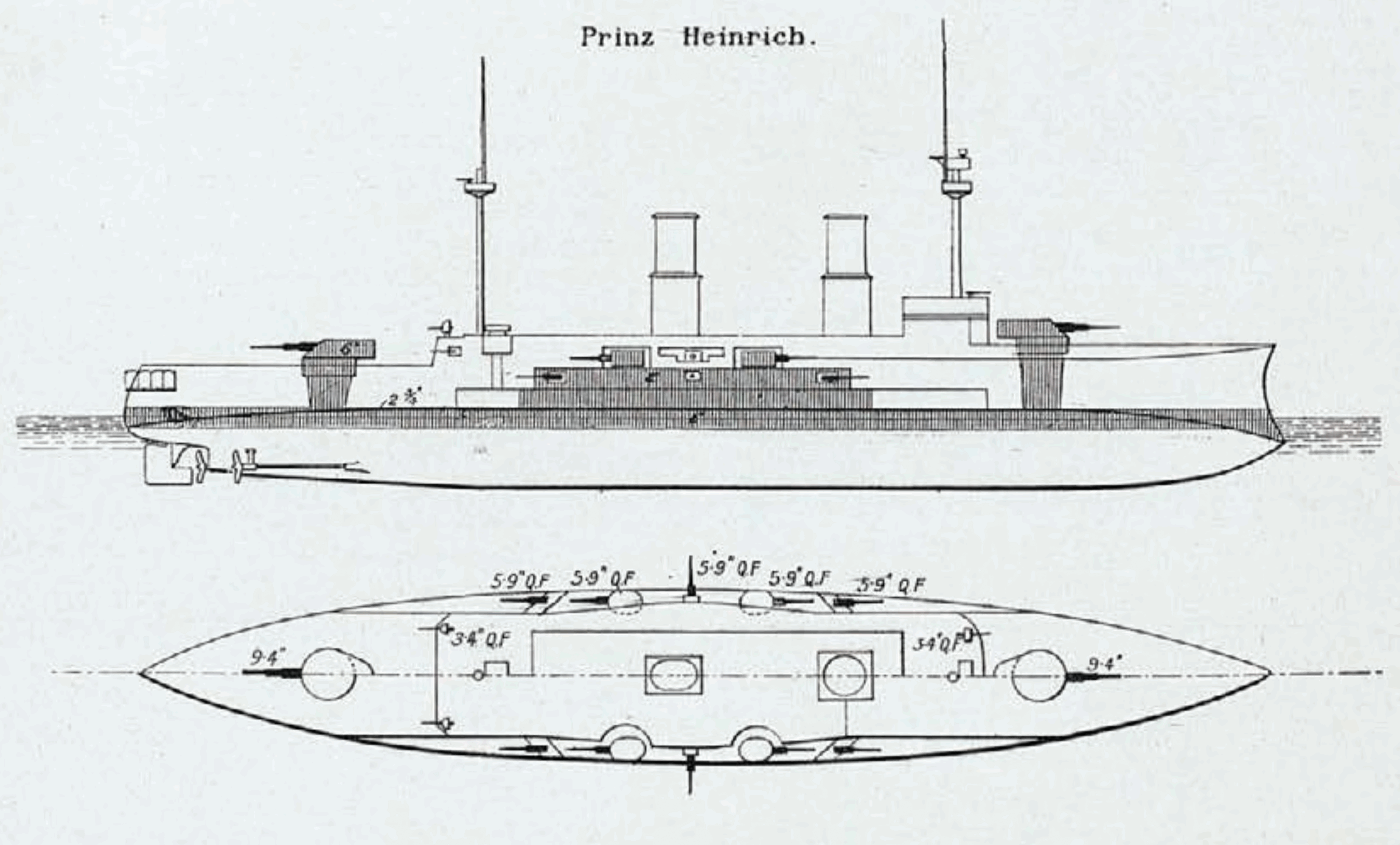
Desenho do Prinz Heinrich

O Prinz Heinrich tinha 124,9 metros de comprimento da linha de flutuação e 126,5 metros de comprimento de fora a fora. Tinha uma boca de 19,6 metros e um calado de 7,65 metros à vante e 8,07 metros à ré. Tinha um deslocamento normal de 8 887 toneladas e um deslocamento carregado de 9 806 toneladas. O casco foi construído com armações de aço transversais e longitudinais, tendo treze compartimentos estanques e um fundo duplo que se estendia por 57 por cento do comprimento do navio. A Marinha Imperial considerou que o cruzador era uma boa embarcação com movimentos gentis, mas sofria de um balanço sério. Tinha uma altura metacêntrica transversal de 73 centímetros. Sua tripulação consistia em 35 oficiais e 532 marinheiros. Sua tripulação foi aumentada por nove oficiais e 44 marinheiros durante toda a sua carreira como a capitânia do segundo em comando da Divisão de Cruzadores. Também levava várias embarcações menores, incluindo dois barcos de piquete, uma lancha, um escaler, dois cúteres, dois yawls e dois botes.
O sistema de propulsão era composto por três motores verticais de tripla-expansão com quatro cilindros, cada um girando uma hélice. A central tinha quatro lâminas e 4,28 metros de diâmetro, enquanto as duas laterais também tinham quatro lâminas e diâmetro de 4,65 metros. Os motores eram alimentados por catorze caldeiras de tubos d'água Dürr produzidas pela Düsseldorf-Ratinger Röhrenkesselfabrik que funcionavam a uma pressão de quinze atmosferas (1,5 mil quilopascais). A exaustão das caldeiras eram canalizada para duas chaminés. O sistema tinha uma potência indicada de quinze mil cavalos-vapor (onze mil quilowatts) para uma velocidade máxima de vinte nós (37 quilômetros por hora), porém durante seus testes marítimos alcançou 15 916 cavalos-vapor (11 703 quilowatts) para 19,9 nós (36,9 quilômetros por hora). Foi projetado para poder carregar novecentas toneladas de carvão, mas armazenamentos adicionais permitiam até 1 590 toneladas. Isto permitiu uma autonomia máxima de 2 290 milhas náuticas (4 240 quilômetros) a dezoito nós (33 quilômetros por hora) ou 4 580 milhas náuticas (8 480 quilômetros) a dez nós (dezenove quilômetros por hora).

### Armamento
O armamento principal consistia em dois canhões calibre 40 de 240 milímetros montados em duas torres de artilharia únicas, à vante e à ré da superestrutura. Cada arma tinha um carregamento de 75 projéteis, podiam abaixar até quatro graus negativos e elevar até trinta graus, tendo um alcance máximo de 16,9 quilômetros. Disparavam projéteis de 140 quilogramas a uma velocidade de saída de 835 metros por segundo. A bateria secundária tinha dez canhões calibre 40 de 149 milímetros, seis em casamatas à meia-nau nas laterais do navio e as quatro restantes em torres de artilharia únicas acima das casamatas. Cada arma tinha um carregamento de 120 projéteis. Estes pesavam quarenta quilogramas e tinham uma velocidade de saída de oitocentos metros por segundo. Os canhões podiam elevar até 25 graus para um alcance máximo de 13,7 quilômetros.
A defesa contra barcos torpedeiros era composta por dez canhões calibre 30 de 88 milímetros. Cada um tinha um carregamento de 250 projéteis. Estes pesavam sete quilogramas e tinham uma velocidade de saída de 670 metros por segundo, tendo um alcance de 7,3 quilômetros a uma elevação de vinte graus. O armamento também inicialmente incluía quatro canhões automáticos, mas estes foram depois removidos. Por fim, o Prinz Heinrich também foi equipado com quatro tubos de torpedo de 450 milímetros: um ficava na popa em uma montagem giratória, um ficava submerso na proa e os restantes ficavam submerso em cada lateral perto da primeira torre de artilharia principal.

### Blindagem
O cinturão principal tinha cem milímetros de espessura na cidadela blindada central, que protegia os depósitos de munição, salas de máquinas e outras áreas vitais. Sua espessura diminuía para oitenta milímetros nas extremidades do cinturão, enquanto a proa e a popa eram desprotegidas. Uma camada de pranchas de teca de mesma espessura  ficava atrás de todo o comprimento do cinturão. O convés blindado tinha 35 a quarenta milímetros e se conectava ao cinturão por uma blindagem inclinada de cinquenta milímetros nas laterais. A torre de comando de vante tinha laterais de 150 milímetros e um teto de trinta milímetros, já a torre de comando de ré era bem menos protegida e era coberta por placas de apenas doze milímetros. As torres de artilharia principais também tinham laterais de 150 milímetros e tetos de trinta milímetros. As torres de artilharia secundárias possuíam blindagem de cem milímetros, enquanto os canhões nas casamatas tinham escudos de setenta milímetros. Em casamatas em si eram blindadas com placas de cem milímetros.

## Carreira

### Tempos de paz

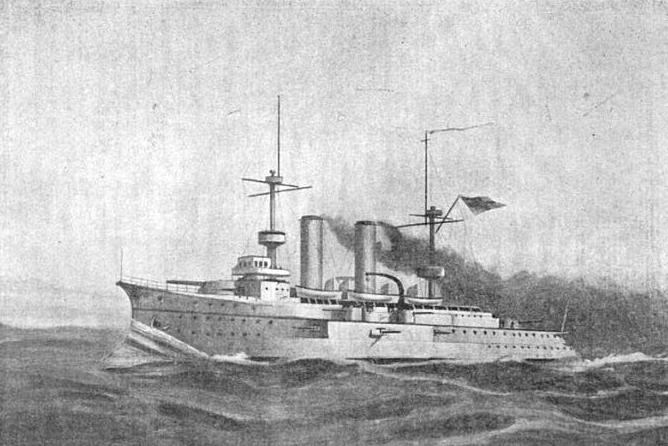
Desenho do Prinz Heinrich de 1901

O batimento de quilha do Prinz Heinrich ocorreu em 1º de dezembro de 1898 no Estaleiro Imperial de Kiel. Foi lançado ao mar em 22 de março de 1900, sendo batizado pela princesa Irene, esposa do príncipe Henrique da Prússia e o homônimo da embarcação, que também estava presente. O almirante Hans von Koester, o Inspetor Geral da Marinha, fez um discurso. O navio foi finalizado em 11 de março de 1902. Iniciou em seguida seus testes marítimos que duraram até junho, sendo então designado para as forças de reconhecimento da I Esquadra. Participou das atividades de treinamento da esquadra, incluindo um cruzeiro para a Noruega de 8 a 20 de julho. Em agosto escoltou o imperador Guilherme II a bordo de seu iate SMY Hohenzollern em uma viagem para se encontrar com o imperador Nicolau II da Rússia em Reval. O cruzador em seguida participou de treinamentos de frota entre agosto e setembro, atuando como a capitânia do II Grupo de Reconhecimento, que também incluía os cruzadores rápidos SMS Niobe e SMS Nymphe. As manobras terminaram em 18 de setembro e o couraçado pré-dreadnought SMS Kurfürst Friedrich Wilhelm foi tirado de serviço para manutenção, assim o contra-almirante Curt von Prittwitz und Gaffron, o segundo em comando da esquadra, transferiu sua capitânia para o Prinz Heinrich. Prittwitz und Gaffron foi pouco depois substituído em 1º de outubro pelo contra-almirante Ludwig Borckenhagen. A esquadra encerrou o ano com um cruzeiro de treinamento de inverno, durante o qual o cruzador ajudou a libertar em 17 de dezembro o couraçado SMS Wittelsbach, que tinha encalhado no Grande Belt.
A Lei Naval de 1900 criou o posto de Comandante das Forças de Reconhecimento e Borckenhagen foi o primeiro a ocupar o cargo. Ele consequentemente permaneceu a bordo do Prinz Heinrich, que se tornou em 1º de março de 1903 a capitânia da Força de Reconhecimento. O navio, o cruzador protegido SMS Victoria Louise e os cruzadores rápidos SMS Amazone e SMS Ariadne realizaram manobras de treinamento a partir de abril. O cruzador rápido SMS Medusa se juntou a eles no dia 12, enquanto em 2 de maio também receberam o Niobe e o cruzador rápido SMS Frauenlob. As embarcações participaram das manobras de outono da frota em agosto e setembro, depois das quais Borckenhagen foi substituído pelo contra-almirante Gustav Schmidt. O Prinz Heinrich participou de atividades de treinamento em 1903, que incluíram uma visita a Espanha de 7 de maio a 10 de agosto. Durante este cruzeiro permaneceu em Vigo entre 20 e 30 de maio. A frota voltou para a Alemanha e realizou seus exercícios de treinamento anuais, que terminaram em 22 de setembro. O cruzador foi para Ålesund na Noruega em 25 de janeiro de 1904 ajudar os locais após um incêndio que destruiu boa parte da cidade. O novo cruzador blindado SMS Friedrich Carl se juntou à Força de Reconhecimento em meados do ano. As tradicionais manobras de outono ocorreram de agosto a setembro, durante as quais o Prinz Heinrich venceu o Prêmio de Tiro por excelência em artilharia entre os cruzadores grandes. Schmidt transferiu sua capitânia para o Friedrich Carl em 3 de dezembro.

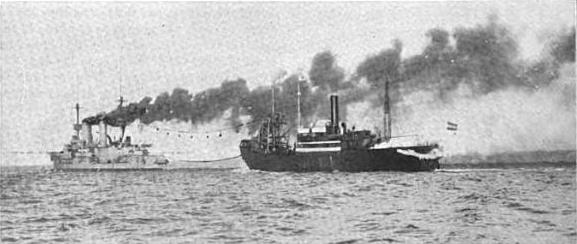
O Prinz Heinrich reabastecendo do carvoeiro Hermann Sauber c. 1906

O ano de 1905 transcorreu na mesma rotina dos anos anteriores. O Prinz Heinrich novamente foi a capitânia de Schmidt de 11 de março a 20 de junho enquanto o Friedrich Carl escoltava o Hohenzollern em uma viagem internacional. O Prinz Heinrich realizou experimentos com um novo equipamento de reabastecimento em alto-mar no início de julho, com mais testes ocorrendo em novembro e em fevereiro de 1906. Visitou Uddevalla e Södertälje na Suécia em meados do ano. Foi novamente capitânia de 10 a 26 de agosto enquanto o Friedrich Carl estava em manutenção. A posição de Vice-Comandante das Foças de Reconhecimento foi criada em 1º de outubro e o capitão de mar Raimund Winkler, o oficial comandante do Prinz Heinrich, foi o primeiro a ocupar o posto. O cruzador foi removido das forças de reconhecimento em março de 1906, com seu lugar tendo sido assumido pelo Friedrich Carl, que por sua vez tinha sido substituído pelo novo cruzador blindado SMS Yorck. O Prinz Heinrich tinha nesta altura servido ativamente apenas quatro anos.
O Prinz Heinrich ficou na reserva até ser reativado em 15 de maio de 1908 para substituir o antigo navio-escola de artilharia SMS Mars. Foi em 22 de junho para Sonderburg, onde ficava a Inspetoria de Artilharia Naval. Pelos quatro anos seguintes permaneceu praticamente atracado no porto, onde treinou artilheiros para a frota até ser substituído pelo cruzador blindado SMS Prinz Adalbert em outubro de 1912. Foi descomissionado em 31 de outubro. O Escritório Naval Imperial começou em novembro de 1913 a explorar a ideia de convertê-lo em puramente um navio-escola, com o comando naval decidindo que ainda deveria ser possível usar o cruzador como navio de guerra caso fosse necessário. O Prinz Heinrich foi no início de 1914 para uma doca seca do Estaleiro Imperial de Kiel a fim de passar pela conversão. O arranjo dos seus holofotes foi modificado, o baluarte do convés da superestrutura foi removido e os mastros modernizados. Os trabalhos terminaram em julho de 1914, pouco antes do início da Primeira Guerra Mundial.

### Primeira Guerra
As várias potências europeias foram declarando guerra umas contra as outras entre o final de julho e início de agosto, com o Reino Unido declarando guerra contra a Alemanha em 5 de agosto. O Prinz Heinrich foi reativado no mesmo dia para serviço de guerra, retornando ao Estaleiro Imperial de Kiel para que fosse preparado para a ação. Foi designado para atuar na defesa do porto de Kiel em antecipação para um ataque britânico entre 25 e 26 de setembro. Este não ocorreu e assim o navio foi transferido para o III Grupo de Reconhecimento, parte da Frota de Alto-Mar. O Prinz Heinrich ocupou-se principalmente de deveres de guarda na Baía de Jade e no rio Ems entre 8 de novembro de 1914 e 14 de abril de 1915. Durante este período participou da segunda grande operação naval alemã no Mar do Norte, um bombardeio das cidades britânicas de Scarborough, Hartlepool e Whitby de 15 a 16 de dezembro de 1914. O Prinz Heinrich, o cruzador blindado SMS Roon e uma flotilha de barcos torpedeiros foram designados para a vanguarda da Frota de Alto-Mar, comandada pelo almirante Friedrich von Ingenohl. A frota principal deveria dar cobertura para os cruzadores de batalha do I Grupo de Reconhecimento, que realizaria o bombardeamento. A frota alemã de doze couraçados dreadnoughts e oito pré-dreadnoughts aproximou-se na noite do dia 15 até dez milhas náuticas (dezenove quilômetros) de uma esquadra isolada de seis couraçados britânicos. Entretanto, confrontos entre as escoltas de contratorpedeiros na escuridão convenceram Ingenohl que ele estava enfrentando toda a Grande Frota britânica. Guilherme II tinha ordenado que a frota não fosse arriscada desnecessariamente, assim Ingenohl recuou e voltou para a Alemanha.
Foi determinado depois dessa operação que o Prinz Heinrich era muito antigo para atuar contra a poderosa Grande Frota. Desta forma, o III Grupo de Reconhecimento foi destacado da Frota de Alto-Mar em 12 de abril de 1915 e transferido para o Mar Báltico com o objetivo de operar contra a Marinha Imperial Russa. Os navios chegaram em Kiel três dias depois e ficaram sob o comando do então contra-almirante Hopman, o comandante das forças de reconhecimento no Báltico. Hopman estava no processo de planejar um grande ataque contra Libau em conjunto com o Exército Alemão para tomar a cidade. O ataque ocorreu em 7 de maio e consistia no Prinz Heinrich, Roon, Prinz Adalbert, no antigo navio de defesa de costa SMS Beowulf e nos cruzadores rápidos SMS Augsburg, SMS Thetis e SMS Lübeck. Foram escoltados por vários barcos torpedeiros e draga-minas. O IV Grupo de Reconhecimento da Frota de Alto-Mar também foi destacado para dar cobertura para a operação. O bombardeamento transcorreu como planejado, porém o barco torpedeiro SMS V107 bateu em uma mina naval no porto de Libau e afundou. Forças terrestres alemãs também foram bem sucedidas no seu ataque e tomaram a cidade.
O Prinz Heinrich deu apoio para uma operação de criação de campos minados próximo da Finlândia entre 23 e 26 de maio. O cruzador participou de uma surtida no Golfo da Finlândia de 3 a 5 de junho, enquanto entre 20 a 23 de junho deu apoio para outra criação de campos minados. O lança-minas SMS Albatross, escoltado pelo Roon, Augsburg, Lübeck e sete barcos torpedeiros, criou um campo minado ao norte de Bogskär em 1º de julho. Na volta o Augsburg, Albatross e três barcos torpedeiros foram para Rixhöft, enquanto os restantes seguiram para Libau. O primeiro grupo foi interceptado por uma força russa de três cruzadores blindados e dois cruzadores rápidos. O comodoro Johannes von Karpf, comandante da foltilha, ordenou que o mais lento Albatross fosse para a neutra Suécia e convocou de volta o Roon e Lübeck. O Albatross encalhou na Gotlândia e o Augsburg  escapou, com o Roon brevemente enfrentando os russos antes dos dois lados recuarem. Hopman, ao saber sobre a situação, partiu com o Prinz Heinrich e Prinz Adalbert para ajudar. No caminho encontraram o submarino britânico HMS E9, que acertou um torpedo no Prinz Adalbert. Hopman decidiu abortar e voltar para o porto.
O navio participou de uma surtida para Gotska Sandön em 11 e 12 de julho, porém não encontrou navio russo algum. Outra varredura entre Libau e Gotlândia ocorreu em 1 e 2 de agosto e também não encontrou inimigos. Forças navais alemãs foram reforçadas por partes da Frota de Alto-Mar no início de agosto durante a Batalha do Golfo de Riga. Os alemães queriam expulsar os russos do Golfo de Riga e criar campos minados defensivos que impediriam um contra-ataque. Os couraçados da I Esquadra de Batalha eram a força principal, mas o Prinz Heinrich e os outros navios mais antigos também participaram. Ele e o Roon bombardearam defesas russas em Zerel, o ponto mais sul da Península de Sworbe na ilha de Ösel, em 10 de agosto. Vários contratorpedeiros russos estavam ancorados perto de Zerel e foram pegos despreparados pelo bombardeio. Os dois cruzadores blindados danificaram um contratorpedeiro no ataque. Uma tenaz defesa russa e relatos de submarinos britânicos fizeram a Marinha Imperial abortar a operação.
Os tubos das caldeiras do Prinz Heinrich precisavam ser substituídos e assim ele foi destacado para ir a Kiel, chegando em 11 de agosto. Os trabalhos terminaram no mês seguinte, retornando para Libau em 22 de setembro. Participou de outra surtida para criação de campos minados perto da Gotlândia em 5 e 6 de outubro. A Marinha Imperial nesta época estava sofrendo de uma séria escassez de tripulações e assim foi decidido descomissionar navios mais antigos e menos capazes. O Prinz Heinrich partiu para Kiel em 10 de novembro e chegou no dia seguinte. Sua tripulação foi reduzida e o navio designado para a Divisão de Prontidão com o Wittelsbach, onde permaneceu até ser descomissionado e desarmado em 27 de março de 1916. Pelo restante da guerra serviu de quartel-general flutuante do príncipe Henrique, que era o comandante das forças navais no Báltico. Também foi usado como alojamento e navio auxiliar. A partir do início de 1918 também foi usado para apoiar a flotilha caça-submarinos. A guerra terminou em 1918 e a embarcação foi removida do registro naval em 25 de janeiro de 1920, sendo vendida mais tarde no mesmo ano. Foi desmontado como sucata em Audorf-Rendsburg.